# Jerry Springer: The Opera
Jerry Springer: The Opera è un musical con colonna sonora di Richard Thomas e versi e libretto dello stesso Thomas e di Stewart Lee, basato su The Jerry Springer Show. Il musical tratta in chiave ironica temi controversi e presenta, tra i vari numeri satirici, anche un numero di tip-tap ballato da membri del Ku Klux Klan, oscenità varie e immagini surreali. La produzione originale è stata accusata di usare 8000 parolacce, un numero irrealistico dato che parlerebbe di 66 parolacce al minuto. Il Daily Mail ha comunque affermato che la parola "fuck" (scopare) viene usata 3168 volte e la parola "cunt" (figa) 297.
Le reazioni oltraggiate della critica e del pubblico conservatore sono diventate una vera e propria pubblicità per il musical, suscitando la curiosità di un pubblico più giovane. Il musical è andato in scena al Royal National Theatre di Londra dall'aprile al settembre 2003 ed è stata riproposta al Cambridge Theatre di Londra dal novembre 2013 al febbraio 2014. Il musical è stato candidato a otto Laurence Olivier Awards, vincendone quattro: miglior nuovo musical, miglior attore per David Bedella, miglior coro e miglior sound design.